# کارل‌هاینتس کلوتس
کارل‌هاینتس کلوتس (آلمانی: Karlheinz Klotz؛ زادهٔ ۱۰ مارس ۱۹۵۰) دونده سرعت اهل آلمان بود.